# Mostly Autumn

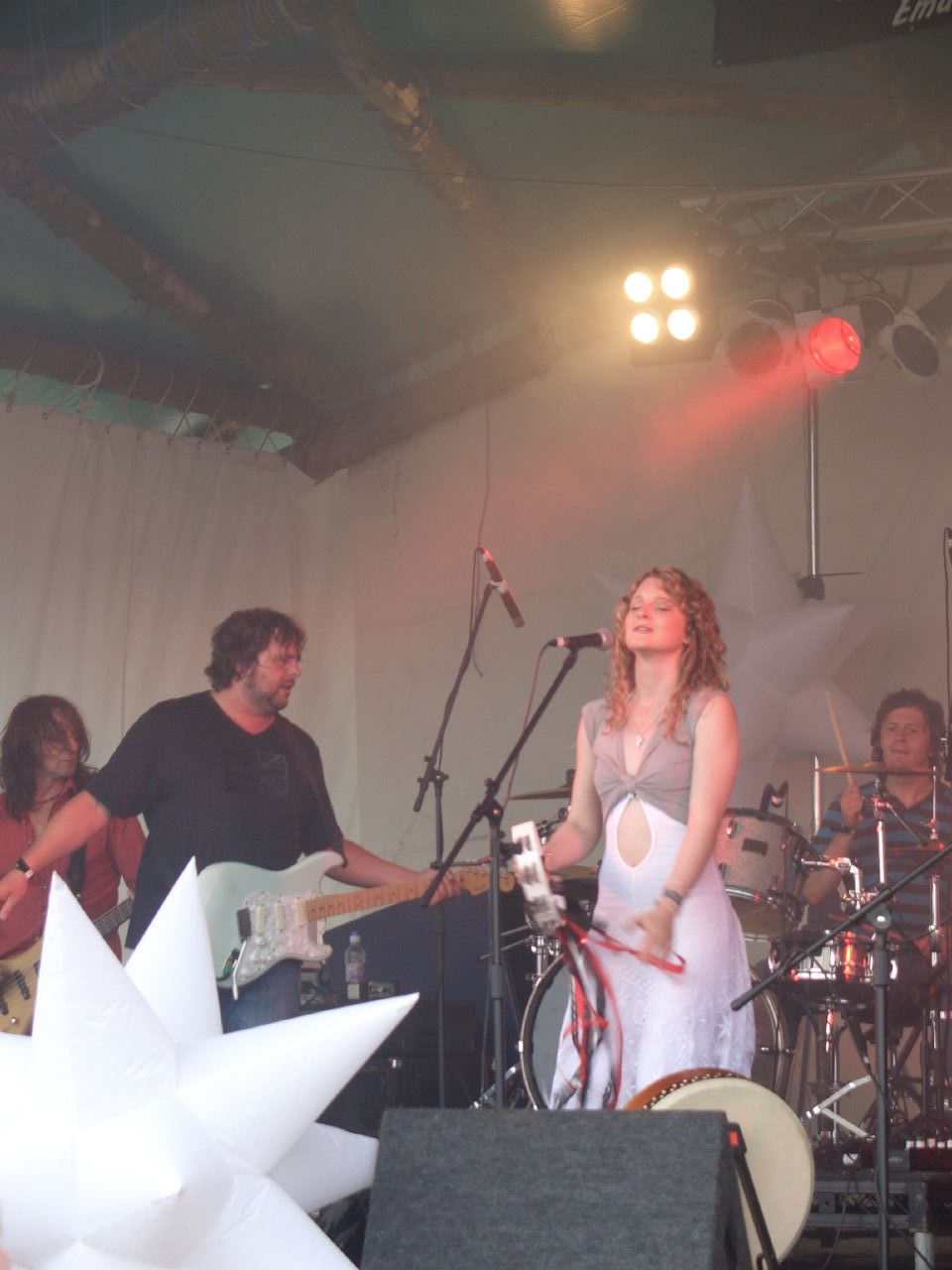
Mostly Autumn im Jahr 2005

Mostly Autumn ist eine englische Band der Progressive-Rock-Szene, genauer im Bereich des progressiv-melodischen Retro-Folk-Rock. Als Kopf der Band gilt Bryan Josh (Gitarre und Gesang), der durch die Gitarrentechnik von David Gilmour beeinflusst wurde.

## Aktuelle Besetzung
- Bryan Josh – Gitarre, Gesang, Keyboard, Piano
- Ian Jennings – Keyboard (zumindest Live, wenn nicht Verpflichtungen für Breathing Space vorliegen)
- Andy Smith – Bass
- Anne Marie Helder – Querflöte, Backing Vocals
- Olivia Sparnenn – Lead Vocals
- Henry Bourne – Schlagzeug

## Ehemalige Mitglieder
- Ian Jennings – Keyboard
- Angela Gordon – Querflöte, Low Whistles, Recorder (Blockflöte), Keyboard
- Jonathan Blackmore – Schlagzeug
- Andrew Jennings – Schlagzeug
- Gavin Griffiths – Schlagzeug
- Chris Johnson – Keyboard, Gitarre
- Liam Davison – Gitarre (gest. 2017)[1]
- Heather Findlay – Gesang, akustische Gitarre, Bodhrán, Tamburin

## Diskografie

### Studioalben
- 1998: For all we shared
- 1999: The Spirit Of Autumn Past
- 2001: The Last Bright Light
- 2002: Music Inspired by The Lord of the Rings
- 2003: Passengers
- 2005: Storms Over Still Water
- 2006: The Spirit of Christmas Past (EP)
- 2007: Heart full of sky
- 2008: Glass Shadows
- 2010: Go Well Diamond Heart
- 2012: The Ghost Moon Orchestra
- 2014: Dressed In Voices
- 2017: Sight of Day
- 2018: White Rainbow
- 2021: Graveyard Star
- 2023: Studio 2
- 2025: Seawater

### Kompilationen
- 2002: Heroes Never Die
- 2009: Pass the Clock (3 CDs)

### Live-Alben
- 2001: The Story So Far
- 2003: The Fiddler’s Shindig
- 2003: Live In The USA
- 2003: Live At The Canterbury Fayre
- 2004: At The Grand Opera House
- 2004: Pink Floyd Revisited
- 2005: The V Shows
- 2006: Storms Over London Town
- 2009: Live 2009 Part 1
- 2010: Live 2009 Part 2
- 2012: Live at the Boerderij
- 2015: Box of Tears (Live-Version des 2014er-Albums Dressed In Voices)
- 2022: Back in These Arms

### Soloprojekte
Odin Dragonfly (Heather Findlay & Angela Gordon):
- 2007: Offerings

Josh & Co. (Bryan Josh):
- 2008: Through These Eyes